# Done for Me
Done for Me è un singolo del cantante statunitense Charlie Puth, pubblicato il 15 marzo 2018 come terzo estratto dal secondo album in studio Voicenotes.
Il singolo ha visto la partecipazione della cantante statunitense Kehlani.

## Descrizione
Done for Me è una canzone di genere Pop e R&B che presenta una linea di basso "liquida" ed "elettronica", "un paio di trombe sintetiche e un riverbero vagamente stonato", oltre a una "atmosfera avvilita e introversa" e "caldi sintetizzatori che ricordano il pop classico degli anni '80".
Secondo Puth, non ci sono "accordi pop nella canzone ma è una canzone pop" e trae ispirazione dal duo musicale inglese degli anni '80 Wham!.
Charlie ha iniziato a prendere ispirazione per questa canzone tornando a casa da un Party di LA mentre percorreva la Sunset Boulevard Highway. Inoltre il cantante ha dichiarato di averci impiegato solamente 15 minuti per comporre questa canzone, in aggiunta disse che questa è la canzone più veloce che abbia mai creato.

## Video musicale
Il 2 aprile 2018 è stato pubblicato il lyric video del brano sul canale YouTube del cantante mentre il 21 aprile successivo è stato pubblicato il videoclip ufficiale.

## Classifiche

### Classifiche settimanali
| Classifica (2018) | Posizione massima |
| ----------------- | ----------------- |
| Italia            | 87                |

### Classifiche di fine anno
| Classifica (2018) | Posizione |
| ----------------- | --------- |
| Islanda           | 69        |

## Tracce
1. Done for Me (feat. Kehlani) – 3:00 (testo: Charlie Puth, Jacob Kasher, John Ryan, Kehlani Parrish – musica: Charlie Puth)